# Phyteuma
Phyteuma es un género  de plantas con flores perteneciente a la familia Campanulaceae, nativo de Europa y oeste de Asia.  Comprende 166 especies descritas y de estas, solo 26 aceptadas.

## Descripción
Son plantas herbáceas perennes que alcanzan 5-90 cm de altura. Las hojas son alternas, pecioladas y variando su forma en la misma planta, con grandes y anchas hojas en la base del tallo y pequeñas y estrechas en la cima, las hojas tienen los márgenes serrados.  Las flores se producen en densas panículas erectas, cada flor con una corola estrecha y cinco lobulada de 1-2 cm o más de longitud, mayormente púrpuras, algunas veces azul pálido, blanco o rosa. Los frutos son cápsulas que contienen numerosas semillas. 

## Taxonomía
El género fue descrito por Carlos Linneo y publicado en Species Plantarum 1: 170. 1753. La especie tipo es: Phyteuma spicatum

## Especies seleccionadas
- Phyteuma balbisii
- Phyteuma betonicifolium
- Phyteuma charmelii
- Phyteuma comosum
- Phyteuma confusum
- Phyteuma globulariifolium
- Phyteuma hemisphaericum
- Phyteuma humile
- Phyteuma michelii
- Phyteuma nigrum
- Phyteuma orbiculare
- Phyteuma ovatum
- Phyteuma pauciflorum
- Phyteuma pedemontanum
- Phyteuma scheuchzeri
- Phyteuma sieberi
- Phyteuma spicatum
- Phyteuma tenerum
- Phyteuma vagneri
- Phyteuma zahlbruckneri